# Ози, Алиса
Алиса Ози (фр. Alice Ozy; настоящее имя — Жюли-Жюстин Пийуа (фр. Julie-Justine Pilloy); 6 августа 1820, Париж — 3 марта 1893, Пасси) — французская актриса и куртизанка.

## Биография
Дебютировала в театре Варьете (фр. Théâtre des Variétés) в 1840 году. В качестве сценического имени взяла фамилию матери. Её первым учителем актёрского мастерства, оказавшим ей поддержку был Бернар-Леон. Позднее Ози играла с ним в театре Батиньоль. Была также актрисой театров Водевиль, Порт-Сен-Мартен и Пале-Рояль (фр. Théâtre du Palais-Royal). Особенно хорошо ей удавались комедийные характерные роли. Прославилась как исполнительница куплетов. Современники описывали Алису как особу «с живым и пикантным лицом, шатенку с роскошными волосами, пухленькой фигурой, хорошо одевающуюся», а её «великолепные бриллианты, сияли почти столь же ярко, как её собственные глаза».
Оставила сцену в 1855 году.
Любовница герцога Омальского, Теофиля Готье, Теодора де Банвиля, Теодора Шассерио, Шарля и Виктора Гюго, Наполеона III.
Похоронена на кладбище Пер-Лашез. На могиле установлен памятник работы Леона Фагеля и Гюстава Доре.